# Восьмое Марта (Среднеахтубинский район)
Восьмое Марта — поселок в Среднеахтубинском районе Волгоградской области.
Входит в состав Краснооктябрьского сельского поселения.

## Население
| 2010 |
| ---- |
| 19   |